# Destruction Bay (King George Island)
Die Destruction Bay (englisch für Zerstörungsbucht) ist eine 9 km breite Bucht auf der Ostseite von King George Island im Archipel der Südlichen Shetlandinseln. Sie liegt zwischen dem Taylor Point und Kap Melville.
Der britische Kapitän Richard Sherratt benannte die Bucht, nachdem sein Schiff Lady Trowbridge hier am 25. Dezember 1820 havariert war.